# Carl Ludwig Sprenger
Pour les articles homonymes, voir Sprenger.
Carl Ludwig Sprenger est un botaniste allemand, né le 30 novembre 1846 à Güstrow, grand-duché de Mecklembourg-Schwerin et mort le 13 décembre 1917 à Corfou.
Il habite à Naples de 1877 à 1907.
En 1907, il s'installe à Corfou, à l'invitation de l'empereur d'Allemagne Guillaume II, afin de réorganiser les jardins du palais de l'Achilleion, qu'il vient d'acquérir.

## Source
- John Hendley Barnhart (1965). Biographical Notes upon Botanists. G.K. Hall & Co. (Boston).